# Forbach (film)
Pour les articles homonymes, voir Forbach (homonymie).
Pour plus de détails, voir Fiche technique et Distribution.
Forbach est un court-métrage français réalisé par Claire Burger sorti en 2008.

## Fiche technique
- Titre : Forbach
- Réalisation : Claire Burger en collaboration avec Marie Amachoukeli-Barsacq[1]
- Scénario : Marie Amachoukeli, Claire Burger et Samuel Theis
- Photographie : Paco Wiser
- Son : Ivan Garriel, Mathieu Villien et Francis Bernard - Mixage : Maxime Champesme
- Scripte : Noémie Jansem
- Montage : Frédéric Baillehaiche
- Musique : Stéphane Garry
- Production : La Femis
- Pays de production :  France
- Durée : 35 minutes
- Date de sortie : 
  - France : 22 mai 2008

## Distribution
- Raymond Burger
- Sonia Theis-Litzemburger
- Anita Mergen
- Jacques Ropital
- Fernand Schmidt
- Mario Theis
- Samuel Theis

## Distinctions

### Sélections
- Festival international de court métrage de Louvain 2009
- Festival international du film de Brooklyn 2009
- Festival international du cinéma indépendant IndieLisboa de Lisbonne 2016

### Récompenses
- Deuxième prix Cinéfondation au Festival de Cannes 2008[2]
- Grand Prix du Festival international du court métrage de Clermont-Ferrand 2009[3]